# Calvörder Berge

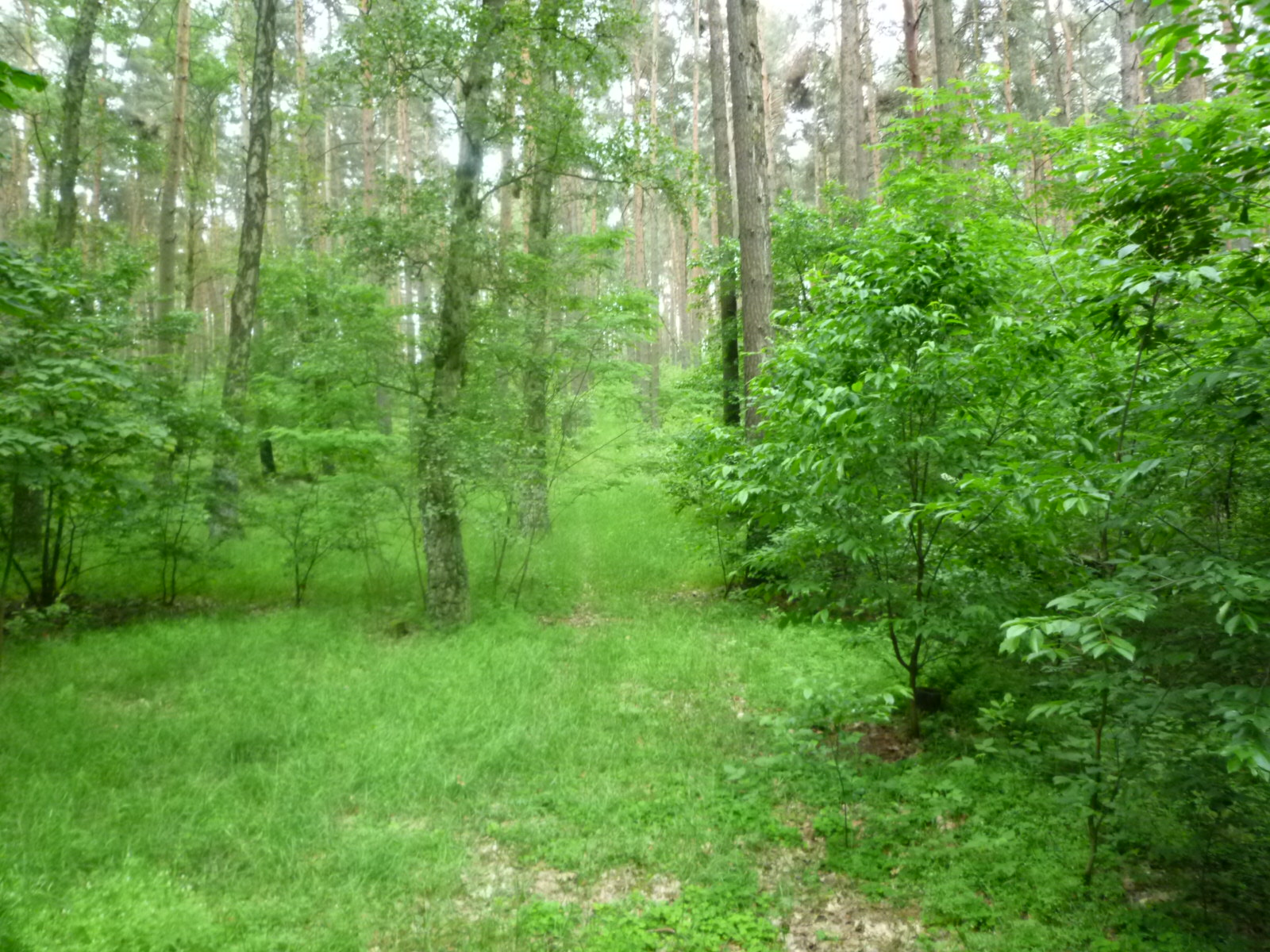
Blick aus Richtung Klare Grete zum Cloridenberg

Die Calvörder Berge sind ein bis 145,7 m ü. NHN hoher Höhenzug beim Marktflecken Calvörde im Landkreis Börde, Sachsen-Anhalt (Deutschland). Sie gehörten einst zum Amt Calvörde und damit zum Freistaat Braunschweig.

## Geographie

### Lage
Die Calvörder Berge beginnen im Norden mit dem Beneberg nordöstlich von Velsdorf. Die südlichen Erhebungen − wie Mörderberg, Rabenberg (höchste Erhebung des Höhenzugs), Mittelberg und Jacobsberg (etwa am Südende des Höhenzugs gelegen) – liegen im Calvörder Forst. Westlich des Höhenzugs fließt der Aller-Zufluss Spetze und südlich die Bäck. Östlich bis nördlich vorbei verläuft der Mittellandkanal und jenseits davon die Ohre.

### Naturräumliche Zuordnung
Der Cloridenberg gehört in der naturräumlichen Haupteinheitengruppe Weser-Aller-Flachland (Nr. 62), in der Haupteinheit Ostbraunschweigisches Flachland (624) und in der Untereinheit Obisfelder-Calvörder Endmoränenplatten (624.5) zum Naturraum Calvörder Hügelland (624.53).
Die Landschaft leitet nach Nordwesten in den Naturraum Rätzlinger Sandplatte (624.52) über und nach Westen in den Naturraum Aller-Spetze-Niederung (624.51), die zur selben Untereinheit zählen, nach Südwesten leitet sie in den Naturraum Behlsdorfer Waldplatte (624.40) und nach Süden in den Naturraum Bördegrenzwald (624.42), die zur Untereinheit Flechtinger Platte (624.4) gehören. Im Osten schließt sich der Naturraum Calvörder Ohetal (625.01) an und im Norden der Naturraum Öbisfelder Talsandterrasse (625.00), die in der Haupteinheit Drömling (625) zur Untereinheit Drömling-Talsandterrassen (625.0) zählen.

## Erhebungen
Zu den Erhebungen der Calvörder Berge gehören – sortiert absteigend nach Höhe in Meter (m) über Normalhöhennull (NHN; wenn nicht anders genannt, laut Sachsen-Anhalt-Viewer):
| - Rabenberg (145,7 m) - Mittelberg (145,5 m) - Jacobsberg (127,5 m) - Cloridenberg (124,6 m) - Mörderberg (116,8 m) - Blocksberg (112,9 m) - Langer Berg (106 m) - Lauseberg (90,5 m) | - Reuterberg (87,1 m) - Saalberg (86,7 m) - Windmühlenberg (86,1 m) - Strahlenberg (83,4 m) - Grüttenberg (78,9 m) - Beneberg (77,5 m) - Rosenberg (75,5 m) - Wahrberg (72,5 m) |

Im Gemeindegebiet von Calvörde liegen außerhalb, aber nahe der Calvörder Berge zudem – inkl. Erhebungen von unbekannter/noch nicht recherchierter Lage:
| - Honigberg (63,5 m) - Heidberg (59,8 m) - Büchenberg - Güntersberg | - Hauptwachenberg - Kunterberg - Mühlenberg |